# Ruisseau de la Tauge
Le ruisseau de la Tauge est une rivière française qui coule en Tarn-et-Garonne. C'est un affluent de l'Aveyron en rive gauche, donc un sous-affluent de la Garonne par l'Aveyron puis par le Tarn. 

## Géographie
De 19,6 km de longueur, le ruisseau de la Tauge prend sa source sur la commune de Vaissac et se jette dans l'Aveyron entre Albias et Lamothe-Capdeville.

## Principaux affluents
- le ruisseau du Tordre 10,3 km
- le ruisseau de l'Angle 12,4 km
- le Laujole 7,7 km
- la Nauge 8,6 km

## Départements et communes traversées
- Tarn-et-Garonne : Vaissac, Génébrières, Saint-Étienne-de-Tulmont, Albias